# Liste der brasilianischen Botschafter in Grenada
Die Botschaft befindet sich auf dem Mount Cinnamon Hill in Morne Rouge südlich von St. George’s.
| Ernannt       | Name                                 | Bemerkungen                                                                       | Mensagem Senado Federal | im Senat des Nationalkongress vorgestellt am | ernannt von               | akkreditiert bei        | Posten verlassen |
| ------------- | ------------------------------------ | --------------------------------------------------------------------------------- | ----------------------- | -------------------------------------------- | ------------------------- | ----------------------- | ---------------- |
| 26. Juni 1990 | Aderbal Costa                        | Amtssitz in Georgetown (Guyana)                                                   | MSF 77 de 1990          |                                              | Fernando Collor de Mello  | Nicholas Brathwaite     |                  |
| 25. Juni 1992 | Gilberto Ferreira Martins            | Amtssitz in Georgetown (Guyana)                                                   | MSF 215 de 1992         |                                              | Itamar Franco             | Nicholas Brathwaite     |                  |
| 10. Feb. 2000 | Claudio Maria Henrique do Couto Lyra | Amtssitz in Georgetown (Guyana)                                                   | MSF 221 de 1998         | 24. Feb. 1999                                | Fernando Henrique Cardoso | Keith Claudius Mitchell |                  |
| 19. Dez. 2001 | Ney do Prado Dieguez                 | Amtssitz in Georgetown (Guyana)                                                   | MSF 193 de 2001         | 17. Okt. 2001                                | Fernando Henrique Cardoso | Keith Claudius Mitchell |                  |
| 30. Apr. 2009 | Paulo Wangner de Miranda             |                                                                                   | MSF 42 de 2009          | 15. Apr. 2009                                | Luiz Inácio Lula da Silva | Tillman Thomas          |                  |
| 29. Nov. 2010 | Ricardo André Vieira Diniz           | (* 5. November 1955 in Baltimore) Sohn von Vera Lucia Viera Diniz und Celso Diniz | MSF 141 de 2010         | 9. Nov. 2010                                 | Luiz Inácio Lula da Silva | Tillman Thomas          |                  |